# Saltator
Genre
Saltator est un genre de passereaux de la famille des Thraupidae.

## Liste des espèces
Selon la classification de référence du Congrès ornithologique international (version 14.1, 2024) :
- Saltator albicollis Vieillot, 1817 - Saltator gros-bec
  - Saltator albicollis albicollis Vieillot, 1817
  - Saltator albicollis guadelupensis Lafresnaye, 1844
- Saltator atriceps (Lesson, R, 1832) - Saltator à tête noire
  - Saltator atriceps atriceps (Lesson, R, 1832)
  - Saltator atriceps flavicrissus Griscom, 1937
  - Saltator atriceps lacertosus Bangs, 1900
  - Saltator atriceps peeti Brodkorb, 1940
  - Saltator atriceps raptor (Cabot, S, 1845)
  - Saltator atriceps suffuscus Wetmore, 1942
- Saltator atricollis Vieillot, 1817 - Saltator à gorge noire
- Saltator atripennis Sclater, PL, 1857 - Saltator à ailes noires
- Saltator aurantiirostris Vieillot, 1817 - Saltator à bec orange
  - Saltator aurantiirostris albociliaris (Philippi & Landbeck, 1861)
  - Saltator aurantiirostris aurantiirostris Vieillot, 1817
  - Saltator aurantiirostris hellmayri Bond & Meyer de Schauensee, 1939
  - Saltator aurantiirostris iteratus Chapman, 1927
  - Saltator aurantiirostris nasica Wetmore & Peters, JL, 1922
  - Saltator aurantiirostris parkesi Cardoso da Silva, 1990
- Saltator cinctus Zimmer, JT, 1943 - Saltator masqué
- Saltator coerulescens Vieillot, 1817 - Saltator gris
  - Saltator coerulescens azarae d'Orbigny, 1839
  - Saltator coerulescens brevicaudus van Rossem, 1931
  - Saltator coerulescens brewsteri Bangs & Penard, TE, 1918
  - Saltator coerulescens coerulescens Vieillot, 1817
  - Saltator coerulescens grandis (Deppe, 1830)
  - Saltator coerulescens hesperis Griscom, 1930
  - Saltator coerulescens mutus Sclater, PL, 1856
  - Saltator coerulescens olivascens Cabanis, 1849
  - Saltator coerulescens plumbeus Bonaparte, 1853
  - Saltator coerulescens plumbiceps Baird, SF, 1867
  - Saltator coerulescens superciliaris (von Spix, 1825)
  - Saltator coerulescens vigorsii Gray, GR, 1844
  - Saltator coerulescens yucatanensis von Berlepsch, 1912
- Saltator fuliginosus (Daudin, 1800) - Saltator fuligineux (ou Cardinal fuligineux)
- Saltator grossus (Linnaeus, 1766) - Saltator ardoisé (ou Cardinal ardoisé)
  - Saltator grossus grossus (Linnaeus, 1766)
  - Saltator grossus saturatus (Todd, 1922)
- Saltator maxillosus Cabanis, 1851 - Saltator à bec épais
- Saltator maximus (Statius Müller, PL, 1776) - Saltator grands-bois (ou Saltator des grands-bois)
  - Saltator maximus gigantodes Cabanis, 1851
  - Saltator maximus intermedius Lawrence, 1864
  - Saltator maximus iungens Griscom, 1929
  - Saltator maximus magnoides Lafresnaye, 1844
  - Saltator maximus maximus (Statius Müller, PL, 1776)
- Saltator nigriceps (Chapman, 1914) - Saltator à capuchon
- Saltator orenocensis Lafresnaye, 1846 - Saltator de l'Orénoque
  - Saltator orenocensis orenocensis Lafresnaye, 1846
  - Saltator orenocensis rufescens Todd, 1912
- Saltator similis d'Orbigny & Lafresnaye, 1837 - Saltator olive
  - Saltator similis ochraceiventris von Berlepsch, 1912
  - Saltator similis similis d'Orbigny & Lafresnaye, 1837
- Saltator striatipectus Lafresnaye, 1847 - Saltator strié
  - Saltator striatipectus flavidicollis Sclater, PL, 1860
  - Saltator striatipectus furax Bangs & Penard, TE, 1919
  - Saltator striatipectus immaculatus von Berlepsch & Stolzmann, 1892
  - Saltator striatipectus isthmicus Sclater, PL, 1861
  - Saltator striatipectus melicus Wetmore, 1952
  - Saltator striatipectus perstriatus Parkes, 1959
  - Saltator striatipectus peruvianus Cory, 1916
  - Saltator striatipectus scotinus Wetmore, 1957
  - Saltator striatipectus speratus Bangs & Penard, TE, 1919
  - Saltator striatipectus striatipectus Lafresnaye, 1847

- Saltator olivascens Cabanis, 1849 - Saltator de Cabanis